# Turá
Turá – wieś (obec) na Słowacji położona w kraju nitrzańskim, w powiecie Levice. Pierwsze wzmianki o miejscowości pochodzą z roku 1264. 
Według danych z dnia 31 grudnia 2012, wieś zamieszkiwały 222 osoby, w tym 111 kobiet i 111 mężczyzn.
W 2001 roku rozkład populacji względem narodowości i przynależności etnicznej wyglądał następująco:
- Słowacy – 37,71%
- Czesi – 1,69%
- Węgrzy – 60,59%

Ze względu na wyznawaną religię struktura mieszkańców kształtowała się w 2001 roku następująco:
- Katolicy rzymscy – 76,27%
- Ewangelicy – 5,08%
- Ateiści – 6,78%
- Nie podano – 0,42%